# Ahmad Elrich
Ahmad Elrich (Sydney, 30 maggio 1981) è un ex calciatore australiano, di ruolo centrocampista.